# Radio Televisión Madrid
Radio Televisión Madrid, S.A. és una empresa audiovisual espanyola de caràcter públic. Creada el 2016 mitjançant Llei 8/2015, de 28 de desembre, el 2017 va heretar els actius del (dissolt llavors) Ens Públic Radio Televisión Madrid, les societats Telemadrid i Onda Madrid, que van ser traspassades mitjançant una fusió per absorció. Integra els canals de televisió Telemadrid i LaOtra i l'emissora de ràdio Onda Madrid.